# Artur Wichniarek
Artur Mikołaj Wichniarek (Poznan, Polonia, 28 de febrero de 1977) es un exfutbolista polaco que jugaba en la posición de delantero centro.

## Clubes
| Club                  | País     | Año       |
| --------------------- | -------- | --------- |
| Lech Poznań           | Polonia  | 1992-1997 |
| Górnik Konin (cedido) | Polonia  | 1996      |
| Widzew Lodz           | Polonia  | 1997-1999 |
| Arminia Bielefeld     | Alemania | 1999-2003 |
| Hertha Berlín         | Alemania | 2003-2006 |
| Arminia Bielefeld     | Alemania | 2006-2009 |
| Hertha Berlín         | Alemania | 2009-2010 |
| Lech Poznań           | Polonia  | 2010      |